# مصر الوسطى

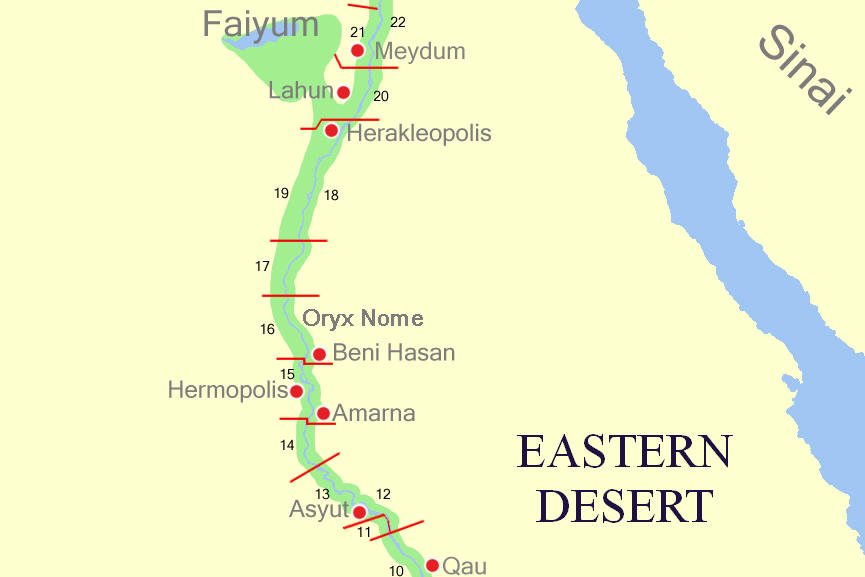

مصر الوسطى هي جزء من المنطقة الواقعة بين مصر السفلى ومصر العليا وتمتد من مدينة أسيوط في الجنوب إلى منف في شمال مصر. في العصور القديمة، تم تقسيم مصر القديمة فقط إلى مصر السفلى والعليا، ولم تكن منطقة مصر الوسطى موجودة ككيان منفصل وكانت تقع داخل مصر العليا. ومع ذلك، استمر هذا التقسيم حتى القرن التاسع عشر عندما شعر علماء الآثار، بسبب الاهتمام الشديد بالتراث الأثري لهذه المنطقة، بالحاجة إلى تقسيم صعيد مصر إلى قسمين منفصلين. نتيجة لهذه الحاجة، ونظراً لوجود مصر العليا والسفلى، تمت صياغة مصطلح «مصر الوسطى»، الواقعة على نهر النيل بين العاصمة المصرية القاهرة وقنا. وتضم محافظات الجيزة والفيوم وبني سويف والمنيا وأسيوط.
تمت تسوية المنطقة منذ عصر ما قبل الأسرات. تثبت العديد من الآثار أهمية في العصور المصرية القديمة. مع بني حسن ودير البرشا وماير وأسيوط، توجد هنا أهم المقابر الملكية في الفترة الانتقالية الأولى والمملكة المصرية الوسطى. جنوب المنيا تل العمارنة، العاصمة السابقة لأخناتون في نهاية الأسرة الثامنة عشر.
علاوة على ذلك، تقع أهم الأديرة القبطية في مصر في هذه المنطقة، حيث يسكن فيها غالبية المسيحيين الأقباط. وتشمل مجمعات الأديرة المهمة الباويت (بالقرب من أسيوط) والأديرة البيضاء ودير المحرق جنوب ملوي.
ييمكن التعرف على منطقة مصر الوسطى اليوم كجزء من وادي النيل، وعلى الرغم من أن الجزء الجغرافي من مصر العليا لا يزال أقرب ثقافيًا إلى منطقة مصر السفلى. لدعم هذا مثال يتعلق باللغة. أي أن سكان بني سويف يستخدمون اللغة المصرية العربية، النسخة المحلية للغة العربية، وكذلك سكان القاهرة وخاصة سكان الريف في دلتا النيل وليس النسخة الصعيدية من اللغة العربية التي يتحدث بها سكان الجنوب ويتحدث بها الصعايدة.

## تاريخ
في مصر القديمة، تم تقسيم الإقليم إلى منطقتين كبيرتين تسمى مصر العليا ومصر السفلى، مع الأخذ في الاعتبار مجرى نهر النيل، وقد تم تقسيم هذه المناطق إلى مناطق يحكمها أمراء. تشمل مصر السفلى منطقة دلتا النيل بأكملها حتى منف (حوالي 20 كم جنوب القاهرة). تتكون مصر العليا من منف إلى إلفنتين (بالقرب من أسوان)
ينتمي الجزء الشمالي، الدلتا، إلى مملكة مصر السفلى، وعاصمتها منف. ينتمي الجزء الجنوبي إلى مملكة مصر العليا، وعاصمتها طيبة (بالقرب من الأقصر حاليًا). وهكذا، في الجزء المصري من وادي النيل، اسمياً على الأقل، استمرت مملكتان، «الأرضان».
تفاوت إجمالي عدد المقاطعات بين 37 و 47، وفقًا لبليني الأكبر، من حوالي القرن الأول قبل الميلاد. في زمن سترابو الذي زار مصر حوالي 25 بعد الميلاد، تم تقسيمها إلى 37 مقاطعة، عشرة في مصر السفلى (الدلتا)، و 17 في مصر الوسطى (مقاطعة هيبتا) وعشرة أخرى في مصر العليا (طيبة).
قام المصريون القدماء بفصل حاد عن مصر العليا والأرض الحمراء (الصحراء) عن الأسود (وادي النيل)، دون تمييز مصر الوسطى.
منذ زمن البطالمة (306-221 قبل الميلاد) كان هناك تقسيم إلى ثلاث مقاطعات: مصر السفلى (الدلتا)، مصر الوسطى (اليونانية القديمة: هيبتانومي)، صعيد مصر (طيبة).
استمر انقسام الحكومة في مصر في القرن الخامس، ففصلت مصر الوسطى بين عامي 386 و 395 عن مقاطعة أوغستامنيك. كمقاطعة أركاديا. تضم المقاطعة منطقة هيبتانومي ذات الغالبية التاريخية، باستثناء هيرموبوليس، التي تنتمي إلى مقاطعة طيبة. على الأرجح، خلال هذه الفترة كانت هناك زيادة في عدد الحيازات الكبيرة من الأراضي، والتي كان لها تأثير حاسم في القرون التالية.
في القرن التاسع عشر، تم تصنيف هيبتانومي كفاصل بين طيبة عن الدلتا. وفقًا لبطليموس وأغاتاركيدس، الذين عاشوا لفترة طويلة بعد ظهور الانقسامات الأصلية وربما خضعوا للتغييرات، فقد كتبوا أن «المقاطعات السبعة» هي تلك الخاصة بـ: (1) منف؛ (2) هيراكليوبوليس؛ (3) كروكوديلوبوليس، أعيدت تسميته أرسينوي؛ (4) أفروديتوبوليس؛ (5) أوكسيرينخوس؛ (6) سينوبوليس؛ و (7) هيرموبوليس.
كانت أراضي الواحات الكبرى والصغرى تُعتبر دائمًا جزءًا من هيبتانومي. عواصم المقاطعات، التي يشار إلى مقاطعاتها من قبل عواصم كل من الأقسام، منطقيًا، هكذا: هرموبوليس، من مقاطعة هيرموبوليتان، وما إلى ذلك، كانت أيضًا السكان الرئيسيين في مصر الوسطى.
تضمن هذا الترسيم أعظم ثلاثة أعمال فنية وإبداعية مصرية، وهي أهرامات الجيزة ومتاهة الفيوم والمنطقة الاصطناعية التي تم إنشاؤها بفضل قناة بحر يوسف (قناة يوسف)، مقاطعة أرسينوي أو الفيوم.

## مقاطعات مصر الوسطى
في العصور القديمة، أدرجت المقاطعات السبع التالية في هيبتانومي، كما يوحي اسمها، ستة منها هي المقاطعات الست الواقعة في أقصى شمال مصر العليا، أما السابعة، وهي منف، فقد تمت قراءتها عمومًا في مقاطعات مصر السفلى. المقاطعات من الجنوب إلى الشمال، أي من الروافد العليا لنهر النيل إلى الروافد الدنيا:
| منطقة      | رقم | الاسم المصري | الاسم المصري | الاسم اليوناني | عاصمة                  | معنى الاسم المصري |
| ---------- | --- | ------------ | ------------ | -------------- | ---------------------- | ----------------- |
| مصر العليا | 15  | 𓉆            | وينت         | هيرموبوليت     | هيرموبوليس             | أرنب              |
| مصر العليا | 17  | 𓉈            | إنبوت        | كينوبوليتس     | كينوبوليس              | إله أنوبيس        |
| مصر العليا | 19  | 𓉋            | وابوي        | أوكسيرينخيتس   | أوكسيرينخوس            | اثنين من المناجل  |
| مصر العليا | 20  | 𓉌            | ناريت خنتت   | هيراكليوبوليت  | هيراكليوبوليس          | السيكلور الجنوبي  |
| مصر العليا | 21  | 𓉍            | ناريت بيهيت  | أرسينواتس      | كروكوديلوبوليس/أرسينوي | سيكلور الشمالية   |
| مصر العليا | 22  | 𓉎            | مدينيت       | أفروديتوبوليس  | أفروديتوبوليتيس        | سكين              |
| مصر السفلى | 1   | 𓈠            | إنب-حج       | ممفيس          | منف                    | جدار أبيض         |